# Situación nadie gana
Una situación nadie gana, también llamada situación “perder-perder”, o escenario invencible, ocurre cuando existen varias opciones para elegir, pero ninguna lleva a un beneficio neto. Si un verdugo ofrece a un condenado varias opciones de muerte, por la horca, ser fusilado o envenenado, como todas las opciones llevan a la muerte, el condenado está en una situación nadie gana. Esta triste situación da poco margen al que escoge: cualquiera que sea la decisión, la persona que decide perderá su vida.
Se pueden considerar otras situaciones menos drásticas como situaciones nadie gana, por ejemplo: si uno tiene la opción de elegir para el almuerzo entre un bocadillo de jamón y un bocadillo de ternera asada, pero es un vegetariano o tiene alergia al trigo, se puede considerar como una situación nadie gana.

## En Teoría de juegos
En teoría de juegos, una situación “nadie gana” es una situación en la que ningún jugador se beneficia de cualquier resultado. Esto puede ser debido a:
- Circunstancias inevitables o imprevistas que hacen cambiar la situación después de que se hayan tomado las decisiones
- Zugzwang, como en ajedrez, cuando cualquier movimiento que elija un jugador, lo sitúa peor que antes
- Una situación en la cual el jugador tiene que lograr dos tareas mutuamente dependientes en la que cada una se debe terminar antes que la otra, o que son mutuamente - excluyentes.
- El desconocimiento de las acciones de otros jugadores, lo que significa que la mejor decisión para todos es diferente de la de cualquier jugador aisladamente (como en el dilema del prisionero).

## En la Historia
El consejo del militar Carl von Clausewitz de que nunca se debe poner en marcha una guerra que uno no haya ganado ya, caracteriza a la guerra como una situación nadie gana. Un ejemplo similar es la victoria pírrica, en la cual una victoria militar es tan costosa que el bando que gana termina realmente peor que cómo comenzó. Mirando la victoria como parte de un escenario más amplio, la situación podría ser nadie gana, o bien, un triunfo para el bando contrario al que logró la “victoria”. Por ejemplo, el lado “ganador” puede haber logrado su objetivo, pero el objetivo puede que no tenga valor, o puede significar la pérdida de una ventaja estratégica en recursos o en posicionamiento.
En Europa antes de la Modernidad, los acusados de brujería a veces eran atados y después lanzados o sumergidos en agua para probar su inocencia. Una bruja flotaría (el diablo la liberaría del ahogamiento), y después se la ejecutaría; pero una mujer que no sea una bruja se ahogaría (probando su inocencia pero causando su muerte).

## En la ficción
- Una situación nadie gana ha formado parte de la mitología de Star Trek en el escenario del Kobayashi Maru. En esta prueba, los cadetes asumen la posición de comandantes de una nave estelar que intercepta un mensaje SOS de una nave aliada en territorio enemigo. Si no hacen caso del SOS la otra nave es atacada y destruida, sin supervivientes. Pero si deciden entrar en el territorio enemigo para rescatar a la otra nave, les conducen a una trampa, y son superados y destruidos por las naves enemigas. Hasta después de la prueba no explican a los cadetes que la simulación es imposible de ganar; se realiza como una prueba del carácter.

- En la película Juegos de guerra (Wargames), la expresión “situación nadie gana” fue interpretada para explicar una guerra nuclear global. Un programa de inteligencia artificial llamado “Joshua”, asume el control del arsenal nuclear de los EE. UU. desde el superordenador WOPR que lo maneja, e intenta comenzar una guerra nuclear contra la URSS, creyendo que se trata de un escenario de juego. El protagonista consigue que Joshua juegue consigo mismo al juego de las tres en raya, y después de centenares de empates instantáneos, comienza a simular todas las estrategias que desarrolló para la guerra nuclear. Descubre que todas las estrategias le llevan a la destrucción del planeta Tierra, y determina que “el único movimiento que permite ganar es no jugar”, y se retira abortando su tentativa de utilizar el arsenal con el que estaba a punto de conseguir el éxito.

- En la sería  QUANTICO T1 E16 "clave " se presenta  una situación PERDER- PERDER  ante el simulacro de  rehenes en  una aeronave

## En videojuegos
En varias aventuras textuales, gráficas y juegos de rol es posible que sea imposible para el jugador ganar, sea por un bug o por el diseño, y donde las únicas opciones son reiniciar el juego, cargar una partida previa guardada, ambular indefinidamente o un game over (un final negativo como la muerte). También se utiliza el anglicismo softlock para definir esta situación. Frecuentemente esto es un resultado de las decisiones del jugador, y no del hecho de que el juego carezca de una manera de ganar. Por ejemplo, en juegos como Goldeneye 007, Perfect Dark, o Timesplitters, el juego no termina una vez que el jugador haya fallado un objetivo poco después de haber muerto, pero es imposible de progresar al siguiente nivel sin importar lo que el jugador haga después. Otros juegos son diseñados para evitar estas situaciones; por ejemplo, puede que el juego no permita a los jugadores soltar objetos necesarios para continuar. Los soflocks pueden suceder por una incorrecta manipulación del código del juego o sus mecánicas, como suele suceder en los speedrun.